# Amédée de Genève (évêque de Maurienne)
Pour les articles homonymes, voir Amédée de Genève.
Amédée, très probablement Amédée de Genève († v. 1220), est un moine chartreux issu de la maison de Genève, fait évêque de Maurienne au XIIIe siècle, sous le nom d'Amédée II.
Amédée de Genève a parfois été confondu avec Amédée de Miribel,, information reprise notamment par Joseph-Antoine Besson (1759).

## Biographie

### Origines
L'origine de l'évêque Amédée II a posé certaines questions. Le chanoine Angley (1846), suivant la tradition, indiquait qu'il appartenaient à la maison de Genève.
L'historien suisse, Pierre Duparc (1978), considère que l'on peut placer Amédée dans la fratrie issue du comte Guillaume Ier de Genève. Il est en effet qualifié de frère (frater noster) du comte Guillaume II, dans un acte du 30 juillet 1220,. Un acte de 1270 (Chartes du diocèse de Maurienne) vient confirmer le lien de parenté ("dominus Amedeus Maurianensis episcopus frater quondam…Villelmi comitis Gebennensis…dominus Amedeus Maurianensis episcopus frater quondam domini Villelmi de Miribello"),.
Amédée serait ainsi le fils du comte et de sa seconde épouse Béatrice,. Béatrice est parfois dite fille du seigneur Aymon Ier de Faucigny et de Clémence de Briançon,. Il aurait pour frères et sœurs le futur comte Humbert, issu du premier mariage ; Marguerite, qui épouse, vers 1196, le comte Thomas Ier de Savoie, et Guillaume, qui succède à son frère à la tête du comté de Genève,.

### Carrière ecclésiastique
Amédée serait le chanoine de Genève mentionné dans un acte d'avril 1191, où il est témoin pour l'évêque de Genève Nantelme. Il appartiendrait à l'ordre des Chartreux lorsqu'il a été choisi par la Chapitre pour diriger le diocèse de Maurienne. Son épiscopat démarre vers l'année 1213,.
Si la date de sa mort n'est pas précisément connue, les derniers actes dans lesquels il est mentionné date de l'année 1220,. La tradition retient ainsi cette année comme celle de sa mort.
Au cours de cette année, il est à l'origine d'une confirmation de donation de son frère, le comte Guillaume II, au prieuré de Talloires, le 26 juin 1220. Il apparait ensuite dans un acte du 30 juillet 1220, dans lequel il organise un accord entre son frère, Guillaume II, et l'archevêque de Tarentaise, Bernard de Chignin.

## Succession
Le chanoine Angley cite Joseph-Antoine Besson, qui dans son Mémoires pour l'histoire ecclésiastique des diocèses de Genève, Tarentaise, Aoste et Maurienne et du décanat de Savoye (1759), donne un Pierre II d'Arènes (Arenis). Ambroise Angley indique cependant que ce personnage n'est connu dans les chroniques du Chapitre que comme electus. Il souligne par ailleurs que, d'après la chronologie, il n'aurait pu être évêque qu'entre la seconde moitié de l'année 1220 et 1222.
L'auteur du chapitre cathédral de Saint-Jean-de-Maurienne du XIe au XIVe siècle (2003), mentionne pour l'année 1221, un Jean, mais non confirmé par le pape.
Aimar de Bernin succède à Amédée de Genève, à la tête de l'évêché.

### "Régeste genevois" (1866)
1. ↑  Régeste genevois, p. 258, Acte du 12 janvier 1270, REG n°1054 (lire en ligne).
2. 1 2  Régeste genevois, p. 157, Acte du 30 juillet 1220, REG n°580 (lire en ligne).
3. ↑  Régeste genevois, p. 126, Acte du 11 avril 1191, REG n°454 (lire en ligne).

### Autres références
1. ↑  Gallia Christiana, 1771, volume 16, provinces de Vienne, Ecclesia Maurianensis, « XXXII Amedeus II » p. 630.
2. 1 2  Joseph-Antoine Besson, Mémoires pour l'histoire ecclésiastique des diocèses de Genève, Tarentaise, Aoste et Maurienne et du décanat de Savoye, S. Hénault, 1759 (copie de l'exemplaire bibliotheque cant. et univ. lausanne), 506 p. (lire en ligne), p. 290-291.
3. 1 2 3 4  Histoire du diocèse de Maurienne, 1846, p. 116 (lire en ligne).
4. 1 2 3 4 5 6  Duparc 1978, p. 143-145 (lire en ligne).
5. 1 2 3 4 5  (en) Charles Cawley, « Burgundy Kingdom Genevois. Chapter 1. Comtes de Genève. Amedee Geneve Maurienne died 1220 », sur le site fmg.ac/MedLands (Foundation for Medieval Genealogy) (consulté en juin 2022).
6. ↑  Alexis Billiet, Chartes du diocèse de Maurienne, vol. 1, Chambéry, imp. de Puthod fils, 1861, 446 p. (lire en ligne), p. 103-107.
7. ↑  Réjane Brondy, Bernard Demotz, Jean-Pierre Leguay, Histoire de Savoie : La Savoie de l'an mil à la Réforme, XIe -début XVIe siècle, Ouest France Université, 1984, 626 p. (ISBN 2-85882-536-X), p. 35.
8. ↑  Bernard Andenmatten, « Savoie, Thomas Ier de » dans le Dictionnaire historique de la Suisse en ligne..
9. ↑  Bernard Demotz, Le comté de Savoie du XIe au XVe siècle : Pouvoir, château et État au Moyen Âge, Genève, Slatkine, 2000, 496 p. (ISBN 2-05-101676-3), p. 468.
10. ↑   Archives départementales de la Haute-Savoie, 34 J 14 (lire en ligne).
11. 1 2 3  Histoire du diocèse de Maurienne, 1846, p. 119 (lire en ligne).
12. ↑  Gabrielle Michaux, Le chapitre cathédral de Saint-Jean-de-Maurienne du XIe au XIVe siècle, Société d'histoire et d'archéologie de Maurienne (Volume 37), 2003 (ISSN 0336-0539), p. 74.
13. ↑  Histoire du diocèse de Maurienne, 1846, p. 120 (lire en ligne).